# Cinema 4D

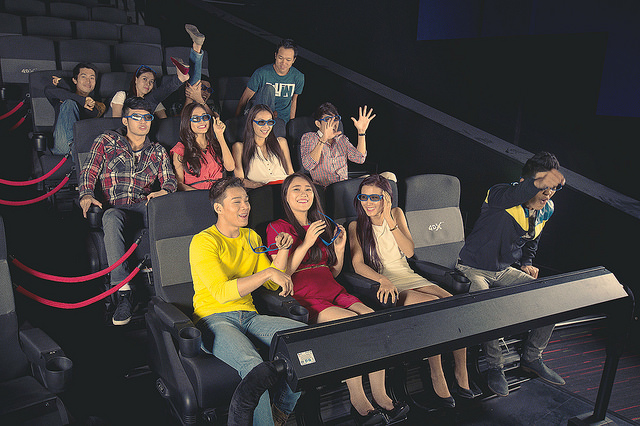
Una sala cinematografica adibita alla tecnologia 4D

Il cinema 4D è una tecnica cinematografica nella quale vengono combinate le caratteristiche del cinema tridimensionale con effetti fisici presenti nella sala cinematografica. Tali effetti possono consistere in poltrone mobili, spruzzi d'acqua verso lo spettatore, luci laser, vento, fumo o odori.

## Storia
Le origini del cinema 4D risalgono già agli anni '60, con il sistema Sensorama ideato da Morton Heilig già a partire dal 1957. Ma solo negli anni '80 l’idea di aggiungere effetti fisici e sensoriali alla proiezione cinematografica iniziò a prendere forma concreta. Il primo vero passo verso il cinema 4D moderno è stato fatto con l’introduzione delle "poltrone movibili", speciali poltrone dotate di sistemi idraulici o pneumatici che le fanno muovere sincronizzate con l’azione sullo schermo, e altri effetti speciali aggiunti ai teatri in alcune attrazioni dei parchi a tema, come durante la proiezione nei parchi Disney del cortometraggio in 3D Captain EO (1986) con protagonista Michael Jackson, prodotto da George Lucas e diretto da Francis Ford Coppola.
Nel decennio successivo tale tecnologia continuò ad essere impiegata principalmente nelle sale dei parchi di divertimento; uno dei freni iniziali alla diffusione capillare dei film in 4D per la visione nelle sale tradizionali di tutto il mondo riguardava gli alti costi per attrezzare le singole sale e impianti.
A partire dal 2009 tuttavia, grazie all'avvento del film Avatar di James Cameron, hanno debuttato in diversi paesi del mondo i cinema 4DX, con una nuova tecnologia cinematografica sviluppata dalla compagnia sud-coreana CJ 4DPLEX, che sono una delle versioni più aggiornate di questa tecnologia, che prevede anche l'aggiunta di nebbia e neve artificiale, solletico proveniente dalle poltrone ed altri nuovi effetti sensoriali. Al 2024 tale tecnologia è presente in oltre 700 sale sparse in 65 paesi. Altri sistemi di cinema 4D molto diffusi sono lo statunitense MX4D, il canadese D-BOX e il sistema europeo iSens. Mentre Positron VR, combina il cinema 4D con la realtà virtuale, con l'utilizzo di poltrone girevoli e visori VR.